# Indianische Fantasie
Fantaisie indienne
L'Indianische Fantasie (« Fantaisie indienne »), op. 44, est une œuvre de Ferruccio Busoni en un seul mouvement pour piano et orchestre, composée en 1913-1914 sur des chants traditionnels de  plusieurs peuples indiens d'Amérique. La partition porte la référence BV 264 dans le catalogue des œuvres de Busoni établi par Jürgen Kindermann.

## Composition
Ferruccio Busoni compose son Indianische Fantasie (« Fantaisie indienne ») à l'invitation d'une de ses élèves, Natalie Curtis, ethnomusicologue américaine qui avait publié un recueil de chants traditionnels, The Indians' Book, en 1907 : « Busoni était fasciné par l'austérité de leurs mélodies pentatoniques, mais l'était encore davantage par la spiritualité émanant de ces mélodies, leur expression chamaniste d'un univers tragique, mais vivant ». La partition est dédiée à Natalie Curtis.
La composition de l'œuvre s'étend sur les mois d'avril 1913 à février 1914. Le matériau mélodique « est tiré des chants de plusieurs peuples indiens d'Amérique, notamment les Hopis, les Cheyennes, les Pueblos, les Pimas et les Passamaquoddys ». Ces thèmes servent encore pour la composition des Indianisches Tagebuch I (« Journal indien I »), pour piano seul, et Indianisches Tagebuch II (« Journal indien II »), pour petit orchestre, en 1915.
Busoni assure la création de son Indianische Fantasie, en tant que soliste, le 3 décembre 1914 à Berlin, avec l'Orchestre philharmonique de Berlin dirigé par Alexis Birnbaum. La partition, éditée par Breitkopf & Härtel en 1915, porte la référence BV 264 dans le catalogue des œuvres de Busoni établi par le musicologue Jürgen Kindermann en 1980.

## Structure
Malgré le « caractère rhapsodique » de cette œuvre, l'Indianische Fantasie « ressemble à un concerto pour piano plein de concision, composé de trois mouvements enchaînés » : 
1. Andante con moto, quasi di marcia, en ut majeur, à 
 ;
« Fantasia ». Allegro – Adagio fantastico – Allegretto affettuoso, un poco agitato – Più mosso – Misurato – Cadenza, Fuggitivo, leggiero – Un poco meno allegro ;
2. « Canzone ». Andante quasi lento à 
 – Allegro sostenuto – Andantino maestoso à 
 – Sostenuto e forte – Cadenza – Lento à 
 ;
3. « Finale ». Più vivamente à 
 – Deciso – Animato – Allegrissimo à sept temps (noté « 
 & 
, la  toujours égale ») puis à 
, les dernières mesures à 
.

La durée d'exécution est de 23 à 24 min.

## Orchestration
| Instrumentation de l'Indianische Fantasie                                               |
| Bois                                                                                    |
| 2 flûtes, hautbois, cor anglais, 2 clarinettes en si , 2 bassons                        |
| Cuivres                                                                                 |
| 3 cors en fa, 2 trompettes en ut                                                        |
| Percussions                                                                             |
| 2 timbales, glockenspiel, triangle, tambour militaire, cymbales, grosse caisse, tam-tam |
| Cordes                                                                                  |
| Premiers violons, seconds violons, altos, violoncelles, contrebasses                    |

## Analyse
Guy Sacre considère que, dans ses partitions indiennes, « Busoni n'entend pas refaire la Symphonie du Nouveau Monde, et l'œuvre ne donne pas, ou presque pas, dans l'exotisme et la couleur locale, où Dvořák avait trouvé ses délices. Ce qu'elle retient, de ces thèmes, c'est leur âme et leur dimension poétique. Son pittoresque se borne à restituer le cadre où ils sont nées, car ils chantent à l'origine ces notions simples, immémoriales : la mère, l'enfant, la fiancée, la guerre et la paix ; et de même la musique de Busoni se fera berçante, amoureuse, belliqueuse ou pacifiée ».
La Fantasia est « en grande partie fondée sur des mélodies hopi. Elle semble dépeindre l'immensité des prairies qui s’étendent à l'infini, avec l'apparition au loin d’un groupe de guerriers indiens à cheval, qui finit par passer en trombe ». La Canzone est « construite sur deux airs mémorables : après une longue méditation sur un chant pima plein de lyrisme intitulé L'Oiseau bleu, s’élève la majestueuse et coulante danse chantée des Passamaquoddys qui, selon Busoni, devrait être considérée comme l'hymne national des Peaux-Rouges ».
L'œuvre s'achève sans coda, « brutalement, comme si les fantômes des Indiens s’étaient soudain évanouis dans la nuit des temps ».

## Discographie
- Busoni : Œuvres orchestrales, vol. 2 - Nelson Goerner (piano), Orchestre philharmonique de la BBC, dir. Neeme Järvi (24-25 Mars 2004, Chandos)

### Ouvrages généraux
- Guy Sacre, La musique de piano : dictionnaire des compositeurs et des œuvres, vol. I (A-I), Paris, Robert Laffont, coll. « Bouquins », 1998, 1495 p. (ISBN 978-2-221-05017-0), « Ferruccio Busoni », p. 520-548.

### Monographies
- (en) Antony Beaumont, Busoni the Composer, Londres, Faber and Faber, 1985, 408 p. (ISBN 0-571-13149-2 et 978-0-253-31270-9).
- (de) Jürgen Kindermann, Thematisch-chronologisches Verzeichnis der Werke von Ferruccio Busoni, vol. 19, Regensburg, Gustav Bosse Verlag, coll. « Studien zur Musikgeschichte des 19. Jahrhunderts », 1980, 518 p. (ISBN 3-7649-2033-5 et 978-0-253-31270-9).
- (en) Erinn E. Knyt, Ferruccio Busoni and his Legacy, Bloomington, Indiana University Press, 2017, 380 p. (ISBN 978-0-253-02689-7).